# Sânnicolau de Beiuș
Sânnicolau de Beiuș – wieś w Rumunii, w okręgu Bihor, w gminie Șoimi. W 2011 roku liczyła 122 mieszkańców.